# Кузнецов, Дмитрий Игнатьевич
Дмитрий Игнатьевич Кузнецов (1903-1941) — майор Рабоче-крестьянской Красной Армии, участник Великой Отечественной войны, Герой Советского Союза (31 августа 1941, посмертно).

## Биография
Дмитрий Кузнецов родился 8 февраля 1903 года в деревне Варнавино (ныне — Демидовский район Смоленской области). После окончания сельской школы работал в уездном финотделе. Участвовал в боях Гражданской войны. В 1925 году Кузнецов был призван на службу в войска ОГПУ СССР. В 1929 году он окончил кавалерийское училище, в 1937 году — Военную академию имени Фрунзе. С 1937 года служил в пограничных войсках НКВД СССР. С июня 1941 года — на фронтах Великой Отечественной войны, будучи командиром 922-го стрелкового полка 250-й стрелковой дивизии 20-й армии Западного фронта.
В июле 1941 года во время Смоленского сражения Кузнецов участвовал в обороне дороги Духовщина-Белый. Противник предпринял ряд ожесточённых контратак, но все они были успешно отражены. Несмотря на полученное ранение, Кузнецов продолжал сражаться и в критический момент боя поднял свой полк в атаку. Противник был отброшен, но Кузнецов получил тяжёлое ранение, от которого скончался в госпитале 28 июля 1941 года. Похоронен в братской могиле в деревне Заболотье Бельского района (ныне — Тверской области).
Указом Президиума Верховного Совета СССР «О присвоении звания Героя Советского Союза начальствующему и рядовому составу Красной Армии» от 31 августа 1941 года за «образцовое выполнение боевых заданий командования на фронте борьбы с германским фашизмом и проявленные при этом отвагу и геройство» удостоен высокого звания Героя Советского Союза. Также посмертно был награждён орденом Ленина.
Удостоверение к награде было передано семье Кузнецова только в 2019 году.
В честь Кузнецова названа улица в Демидове.